# Eight Bells

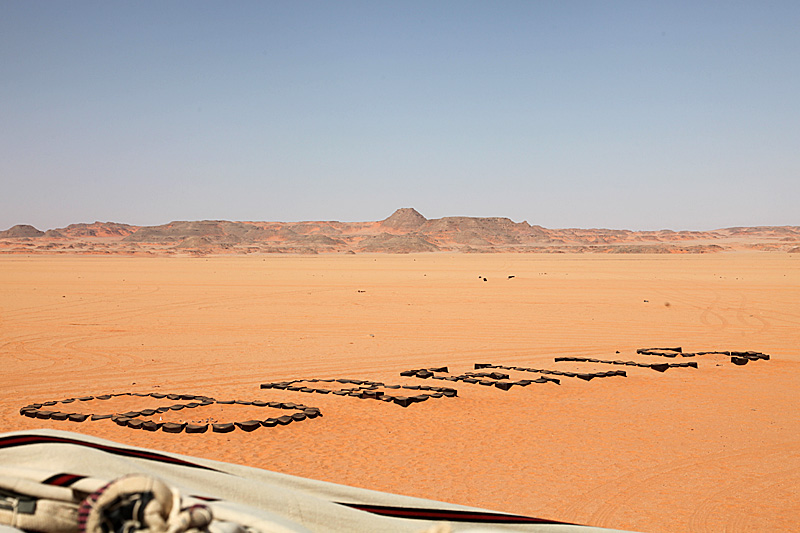
Name 8 Bells Pistenmarkierung

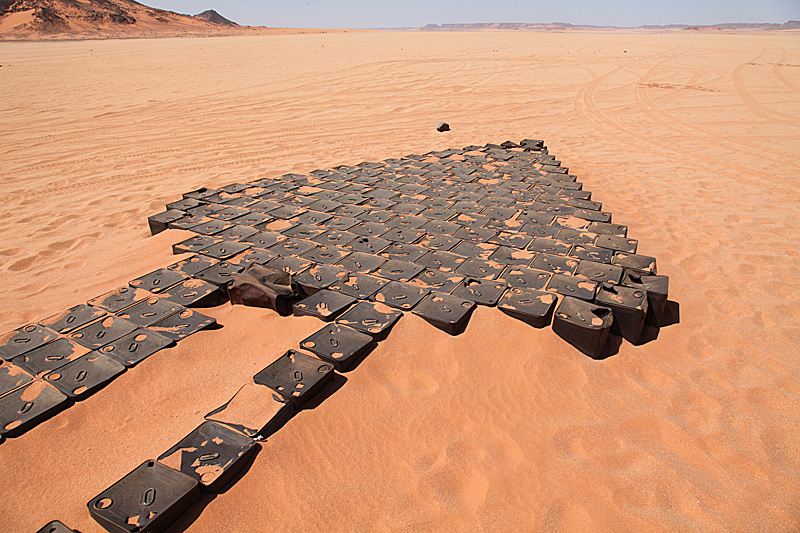
Markierung der Landerichtung

Eight Bells (englisch für acht Glocken) war der Name eines britischen Flugplatzes aus dem Zweiten Weltkrieg im Südwesten von Ägypten. Das Versorgungsfeld wurde von der Long Range Desert Group 1940 erobert und als Landeplatz für ihre Aufklärungsflugzeuge genutzt. Dort befand sich ursprünglich ein italienisches Treibstoffdepot, das von der Long Range Desert Group übernommen wurde. Der Name leitet sich aus einer nordwestlich gelegenen, etwa sieben Kilometer langen Hügelkette mit acht glockenartigen Erhebungen ab.
Heute noch markieren in den Boden eingelassene Benzinkanister den Platz, der von Touristen gelegentlich besucht wird.